# Ода Мікіо
Мікіо Ода (яп. 織田 幹雄, англ. Mikio Oda; нар. 30 березня 1905 — пом. 2 грудня 1998) — японський легкоатлет, який спеціалізувався в стрибках у висоту, стрибках у довжину та потрійному стрибку.

## З життєпису
Олімпійський чемпіон з потрійного стрибка (1928). Перший в історії представник країн Азії, який став олімпійським чемпіоном в індивідуальній дисципліні.
Учасник змагань з потрійного стрибка на Іграх-1924 (6-те місце) та Іграх-1932 (12-те місце).
Учасник змагань зі стрибків у довжину на Іграх-1924 (10-те місце) та Іграх-1928 (11-те місце).
Учасник змагань зі стрибків у висоту на Іграх-1924 (10-те місце) та Іграх-1928 (7-ме місце).
Мультимедаліст Далекосхідних ігор:
- : потрійний стрибок (1923, 1925, 1927, 1930), стрибки у довжину (1923, 1927);
- : стрибки у довжину (1930), стрибки з жердиною (1930);
- : стрибки у висоту (1923).

Національні чемпіонські титули:
- потрійний стрибок (1925, 1926, 1927, 1928, 1929);
- стрибки у довжину (1926);
- десятиборство (1925, 1927);
- естафетний біг 4×100 метрів (3 титули).

Ексрекордсмен світу з потрійного стрибка (15,58; 1931). Автор 21 рекорду Азії у стрибку в довжину (від 6,90 у 1923 до 7,38 у 1928), 10 рекордів у потрійному стрибку та 4 рекордів у десятиборстві.
По закінченні спортивної кар'єри став спортивним функціонером, займався організацією спортивних змагань, зробив значний внесок у розвиток легкої атлетики у післявоєнній Японії. Був тренером збірної команди Японії на Іграх 1952, 1956, 1960 та 1964 років. Працював у відділі спорту газети «Асахі». Професор Університету Васеда. Член Олімпійського комітету Японії. Член Ради ІААФ у 1968—1972. Один із засновників Асоціації статистиків легкої атлетики (1950).

## Визнання
- У Хіросімі з 1967 року проводяться змагання на призи (з 1998 — Меморіал) Мікіо Оди
- Кавалер срібного Олімпійського ордена (1976)
- Почесний президент Асоціації легкоатлетичних федерацій Японії (1989)

## Відео
- Виступ Мікіо Оди на Іграх-1928 на YouTube